# Поссесьон
Поссесьон — крупнейший остров архипелага Крозе. Входит в состав Французских Южных и Антарктических территорий. Площадь 150 км². На острове работает научная станция, однако постоянного населения нет.

## География
Поссесьон входит в восточную группу островов Крозе и расположен на юго-западе Индийского океана в 17 612 км к юго-востоку от Парижа, столицы Франции. Длина с юго-востока на северо-запад — 18,21 км. Максимальная ширина — 12 км. Остров является частью подводного вулканического плато, возникшего около 10 млн лет назад. Рельеф гористый. Наивысшая точка — гора Маскарен (934 м).
Климат мягкий влажный. Среднегодовое количество осадков превышает 2500 мм.

## Природа
Подобно другим островам Крозе, Поссесьон изолирован от других частей суши, что привело к относительно низкому разнообразию флоры и фауны. Значительная часть острова не имеет растительного покрова. В долинах встречаются заболоченные луга. Фауна представлена преимущественно морскими птицами и ластоногими. Природа острова сильно пострадала от кроликов и коз, которых расселили в XIX веке для охоты.
В наши дни остров Поссесьон входит в состав Национального заповедника Французских Южных территорий.

## История
Остров открыт 24 января 1772 года французской экспедицией. В течение XIX — первой трети XX веков являлся важным местом добычи тюленей и китов. В 1923 году присоединён к владениям Франции. С 1963 года на острове работает научная станция Альфред Фор.